# Rai San'yō

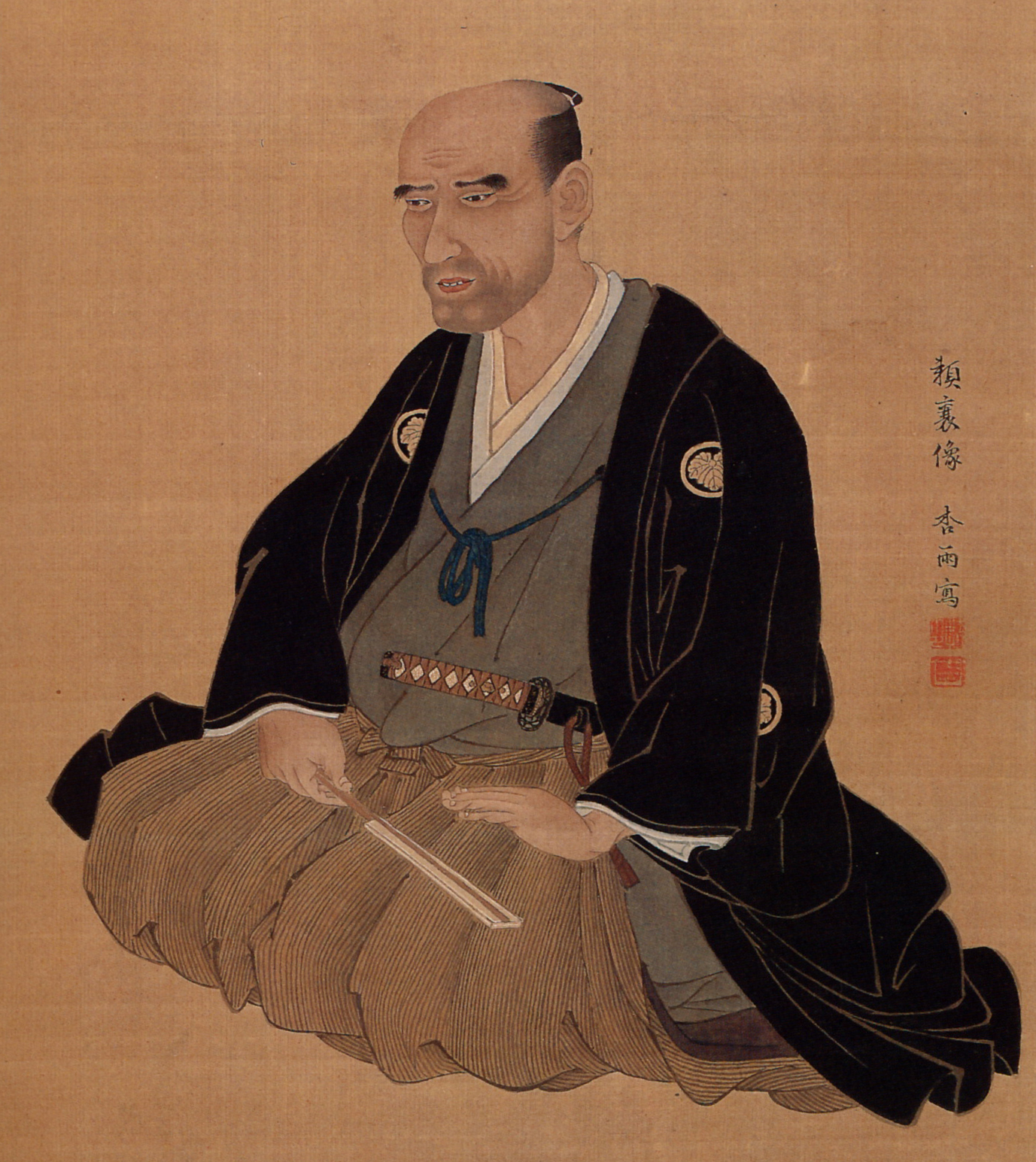
Rai San'yō (Museu da Universidade de Quioto)

Rai San'yō (em japonês: 頼 山陽; 21 de janeiro de 1780 - 16 de outubro de 1832) foi um filósofo, historiador, artista e poeta confucionista japonês do período Edo posterior. O seu verdadeiro nome era Rai Noboru.

## Biografia
Ele nasceu numa família samurai do Domínio de Hiroshima. O seu pai, Rai Shunsui, era um respeitado professor neoconfucionista. A sua mãe, Baisi, era uma poetisa. Ele primeiro estudou humanidades com os seus tios, que eram notáveis estudiosos neoconfucionistas. Então, em 1797, ele foi para o Shōheikō, uma escola de treino para burocratas do governo em Edo.

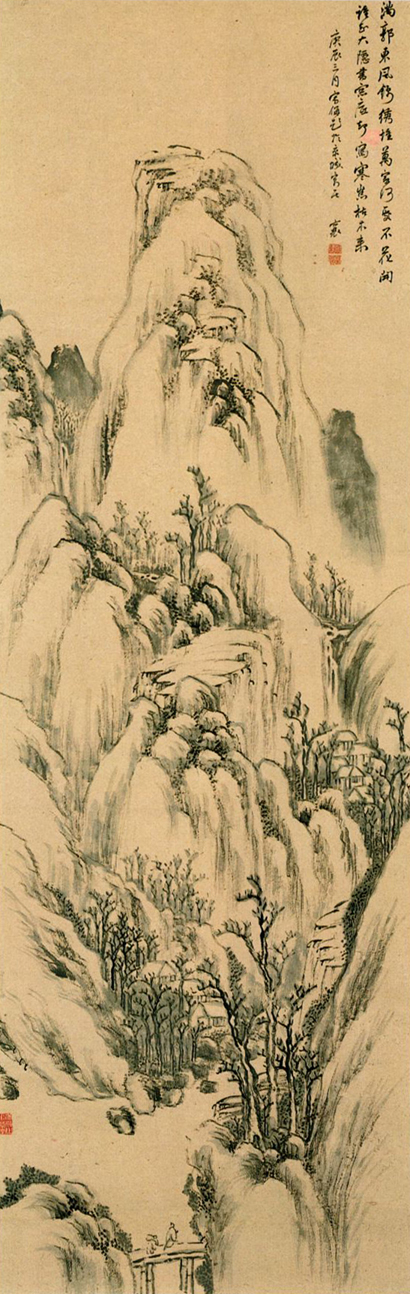
Pintura do próprio

Com o desejo de se dedicar à escrita em vez disso, aos dezenove anos ele desligou-se do seu domínio e tornou-se um erudito errante. Este era um crime grave sem receber permissão especial; então, para salvá-lo de um castigo maior, o seu pai o deserdou e prendeu-o no seu quarto ao longo de três anos. Ele passou esse tempo a estudar e a escrever. Foi aí que ele concebeu a ideia do seu Nihon Gaishi ("História Não Oficial do Japão") e começou a compor os primeiros capítulos. Muitos anos antes, o seu pai havia estado empenhado em escrever uma história oficial, mas a permissão foi repentinamente retirada.

Em 1811 mudou-se para Quioto, abriu uma escola e continuou a trabalhar na sua história. Ele rapidamente tornou-se parte de um círculo de escritores e académicos que incluía Yanagawa Seigan e Ōshio Heihachirō e ficou sob a influência do movimento Kokugaku. Ele finalmente conseguiu independência financeira e viajou por todo o Japão, escrevendo poesia Kanshi.

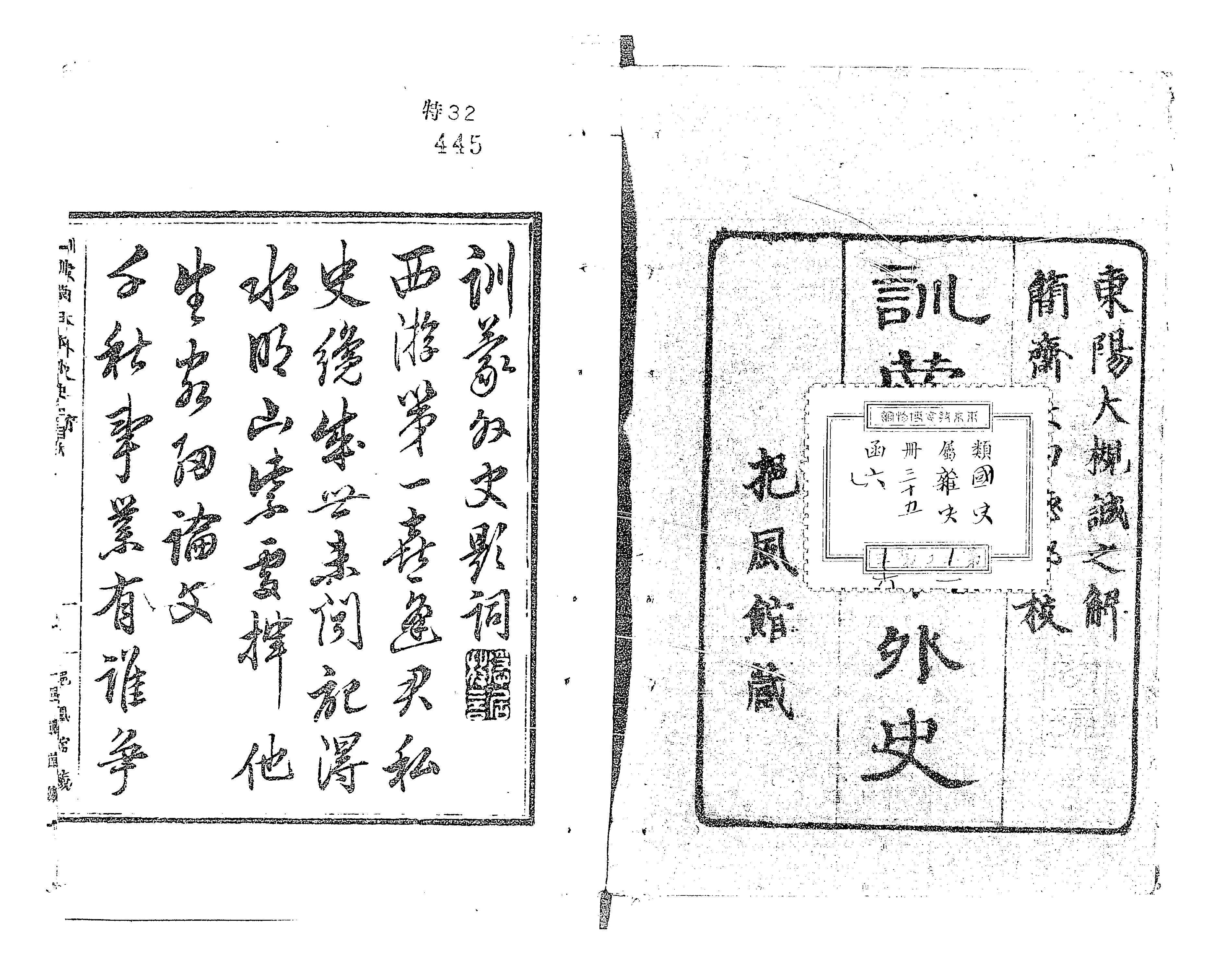
Capa da edição de 1874 de Nihon Gaishi

Uma das principais influências da sua vida foi Ema Saikō, uma ilustre pintora bunjin e compositora de kanshi que ele conheceu em 1813 quando visitou o seu pai para promover a sua reputação como um estudioso. Ele foi cativado instantaneamente por Ema e expressou o seu desejo de se casar depois de algumas reuniões. No entanto, seja pela rejeição do seu pai por causa da rejeição anterior do casamento de Ema ou porque Rai San'yō decidiu não pedir a sua mão, tal casamento não ocorreu. Rai San'yō então casou-se com a sua empregada Rie, de 17 anos, a quem ele também ensinou a compor versos e a pintar. Ele tornou-se o tutor kanshi de Ema Saikō em 1813 e os dois permaneceram próximos até à sua morte. Por correspondência, ele corrigia os seus versos e mandava os seus próprios poemas para praticar caligrafia.
Em 1827 completou o Nihon Gaishi, o trabalho da sua vida; Foi modelado nos Registros do Grande Historiador e era composto em 22 volumes, cobrindo a história japonesa desde o surgimento do clã Minamoto até ao reinado de Tokugawa Iemitsu. Foi o primeiro estudo abrangente desse tipo. O trabalho foi dedicado ao daimyō Matsudaira Sadanobu, que o elogiou e apresentou ao shogunato para aprovação. Apesar de ter ganhado essa aprovação, foi posteriormente banido em vários domínios, possivelmente porque defendia o fortalecimento dos poderes do Imperador.
Ele também foi o autor de "Registos do Governo do Japão".
Nos seus últimos anos sofreu de tuberculose e sucumbiu à doença enquanto trabalhava.